# ورزشگاه کورناردو
ورزشگاه کورناردو (انگلیسی: Cornaredo Stadium) یک ورزشگاه فوتبال و دو و میدانی در لوگنو، سوئیس است.
این ورزشگاه که در سال ۱۹۵۱ تأسیس شده دارای ۶٬۳۳۰ نفر ظرفیت می‌باشد و یکی از ورزشگاه‌های جام جهانی فوتبال ۱۹۵۴ بوده است.